# Sheng (strumento musicale)
Lo sheng (笙) è uno strumento a fiato ad ancia libera cinese e appartiene alla famiglia degli organi a bocca. Esso è molto simile allo shō giapponese, che dal  primo deriva. 

## Caratteristiche
Gli organi a bocca sheng erano suonati in passato nelle orchestre delle musiche di corte; oggi sono invece tipici di repertori folklorici e di quelli delle minoranze. Nella tipologia usata dalla maggioranza Han, lo sheng presenta 17 canne, di cui 3 o 4 mute. Gli organi a bocca impiegati dalle minoranze Yao, Miao e Dong, stanziate nel Sud-ovest della Cina sono note, in cinese, come lusheng (芦笙); l'organo a bocca degli Yi è definito invece hulusheng (葫芦笙).
Due teorie opposte attribuiscono la creazione degli organi a bocca alle due zone di diffusione di questa tipologia di aerofono: rispettivamente, alla civiltà cinese e all’area del Sud-est asiatico.